# Disparition à Clifton Hill
Pour plus de détails, voir Fiche technique et Distribution.
Disparition à Clifton Hill (Disappearance at Clifton Hill) est un thriller canadien coécrit et réalisé par Albert Shin, sorti en 2019.

## Synopsis
Lorsque sa mère décède, une jeune femme, Abby, retourne dans sa ville natale, Niagara Falls, pour s'occuper de sa succession avec sa sœur, Laure, qui souhaite vendre le motel dans lequel elles ont grandi à un homme d'affaires local, Charlie Lake, dont la famille règne sur la région depuis trois générations. Alors qu'elle s'oppose à Laura, Abby est troublée par un souvenir traumatisant, celui d'un enlèvement d'un petit garçon borgne kidnappé sous ses yeux, quand elle était enfant donc, par un couple lors d'une excursion en forêt avec sa famille. Cependant, tétanisée par cette disparition non résolue, désormais adulte, Abby s'intéresse de près à cette affaire d'autant plus que la police n'accorde aucun crédit à son récit. Après avoir obtenu un nom, Alex Moulin, Abby est secondée par un podcasteur conspirationniste, Walter, dans sa quête de vérité...  

## Fiche technique
- Titre original : Disappearance at Clifton Hill
- Titre français : Disparition à Clifton Hill
- Réalisation : Albert Shin
- Scénario : Albert Shin et James Schultz
- Photographie : Catherine Lutes
- Montage : Cam McLauchlin
- Musique : Alex Sowinski et Leland Whitty
- Production : Fraser Ash et Kevin Krikst
- Société de production : Rhombus Media
- Société de distribution : Elevation Pictures
- Pays d'origine :  Canada
- Langue originale : anglais
- Format : couleur - 2.35:1
- Genre : thriller
- Durée : 95 minutes
- Dates de sortie :
  -  Canada : 5 septembre 2019 (Festival international du film de Toronto)
  -  France : 15 novembre 2021 (VOD)

## Distribution
- Tuppence Middleton : Abby
  - Mikayla Radan : Abby enfant
- Hannah Gross : Laure
  - Addison Tymec : Laure enfant
- David Cronenberg : Walter
- Marie-Josée Croze : Mme Moulin
- Maxwell McCabe-Lokos : Gerry
- Colin McLeod : Alex Moulin
- Elizabeth Saunders : Bev Mole
- Dan Lett : Randy
- Andy MacQueen : Singh
- Noah Reid : Marcus
- Eric Johnson : Charlie Lake
- Kris Hagen : le barman
- Tim Beresford : le père
- Janet Porter : la mère